# 침술

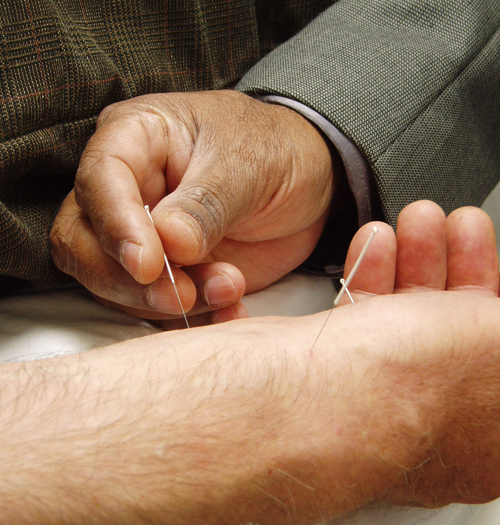

침술(鍼術)이란 가늘고 예민한 바늘(또는 유사도구)로 인체의 일정한 부위에 자극을 주어 인체의 기혈을 조절하고 질병을 치료해주는 기술이다. 손 부위에 시술하는 침을 수지침이라고 한다

## 어원
침술의 침(鍼)자의 어원은 폄석(砭石)에서 잠석(箴石)으로, 잠석에서 침(鍼)으로 발전한 것이다. 여기서 폄석은 돌조각을 뜻하는 글자이며 신석기시대의 도구로서 외과용 치료도구였으며, 잠석은 이것이 발전되어 세공된 것으로 조금 투박한 굵은 침을 뜻하는 글자로 대나무에 다할 함(咸)자가 결합된 글자이다. 그 다음 단계가 머리카락처럼 가늘게 가공된 침으로 다할 함(咸)자에 쇠 금(金)이 결합된 글자로, 철기문화의 발달로 말미암아 비로소 철침이 완성된 형태이다. 즉 신석기시대의 돌조각인 폄석(砭石)에서 청동기시대의 잠석(箴石)으로 그리고 철기시대의 침(鍼)으로 발전된 것이다. 따라서 침술의 시작은 유물과 문헌적 근거를 통해 알려진 바로 신석기시대부터 시작된 것으로 인류문명과 함께 시작된 고대의술이다.
『황제내경 소문/제12편 이법방의론』
```
故東方之域, 天地之所始生也, 魚鹽之地, 海濱傍水, 其民食魚而嗜鹹, 皆安其處, 美其食.
예를 들어 동쪽은 천지가 시작되는 곳으로 물고기와 소금이 생산되는 땅입니다.
바닷가라서 물이 주변에 있고 그 백성들은 물고기를 많이 먹고 짠음식을 잘 먹습니다.
안락한 곳으로 물고기와 소금으로 맛있는 음식을 만들어 먹고 삽니다.
```

```
魚者使人熱中, 鹽者勝血, 故其民皆黑色疎理, 其病皆爲癰瘍, 其治宜砭石.
물고기는 몸속에서 열을 나게 하고, 소금은 피를 상하게 하므로 그 백성들은 모두 피부색이 검고 땀구멍이 성글며 그것이 병이 되면 대부분 옹양이 생겨서 그것을 폄석(침)으로 치료해야 합니다.
```

```
故砭石者, 亦從東方來.
그러므로 침으로 치료하는 방법은 동방에서 전해진 것입니다.
```

『산해경 - 동산경』
```
高氏之山 其上多玉 其下多箴石
고씨산(고주몽의 산=백두산)에는 그 상품으로 옥이 많이 나오고 그 하품으로는 잠석이 많다.
```

이 말은 옥과 잠석의 품질에 대한 생산처를 서술한 것으로 산해경이 지리적인 토산물과 그 지리 특성을 설명한 책이다.
『황제침경 또는 황제내경의 영추편』
당나라때 왕빙이 고려가 헌납한 황제침경(또는 침경)으로 몇권이 소실된 황제소문경을 보충하고 황제침경과 합본하여 황제내경이라고 명명하고 지금까지 전해져 온 것이다. 원래는 황제소문경과 침경으로 별도의 책이었다.
대한민국의 침술전통과 역사가 유구함을 유물과 문헌이 증명하고 있다.

## 치료효과
대체로 침술의 효과에 대한 최근의 연구결과는 적용부위에 대한 국소진통효과에는 긍정적으로 나타나는 편이지만 대조군 설정이 까다로운 관계로 논란의 여지가 있으며, 그러한 국소진통효과가 특정 경혈에 따라서 일어나는지에 대해서는 회의적이다.
- 2010년 5월에 발표된 Cochrane review에 따르면 그 어떠한 침술 관련 논문에서 큰 표본을 토대로 침술이 플라시보라고 결론을 내린 논문이 없는 상태이다.[9]
- 만성폐쇄성폐질환(COPD)의 대표적 증상 가운데 하나인 노작시호흡곤란(DOE)에 침이 효과를 발휘할 수 있다.[10]
- 2007년에 발표된 Archives of Internal Medicine에 따르면 1000명 이상의 환자를 대상으로 한 연구 결과 요통에 있어서 통상적인 의학 치료 보다 침술이 효과적이었다.[11]
- 2012년 4월 Fertil Steril에 발표된 총 5,807명을 대상으로한 24개의 무작위 대조군 임상시험(RCTs)을 리뷰한 결과 침술은 체외수정 환자의 임신율과 생존출산율을 개선하였고, 플라시보군과 대조군은 효력이 없었다.[12]
- 2006년 Acupunct Med에 발표된 논문에 따르면 무릎 골관절염에서 침치료군이 플라시보군에 비해 뚜렷하게 나은 효과를 보여주었고 진통소염제의 복용량도 줄어주었다.[13]

- 2013년 6월 Anesthesia & Analgesia에 따르면 지금까지의 3000개가 넘는 임상실험을 엄격한 기준으로 평가하면 침술은 플라시보라고 한다.[14]

- 2010년 3월 Nature Neuroscience 에 발표된 논문에 따르면, adenosine A1 receptor가 마우스에서 침에 의한 국소진통효과를 매개하며,[15] 이는 2012년 11월에 The Journal of Pain에 발표된 인체 대상 실험에서도 침술에 의한 adenosine A1 receptor 의 국소 활성이 확인되었다.[16]

## 같이 보기
- 지압
- 한의학
- 경혈

## 참고 문헌
- 『침구사법백서』, 1996년6월10일발행, 사단법인 대한침구사협회, 183쪽, 185쪽
- "KOREAN ACUPUNCTURE MEDICINE," 1991년12월30일, 고문사, 1쪽